# Океан в конце дороги
«Океан в конце дороги» (англ. The Ocean at the End of the Lane) — роман Нила Геймана, опубликованный в 2013 году. В нём рассказывается о безымянном мужчине, который возвращается в родной город на похороны и вспоминает события, которые произошли тридцать лет назад.
Роман затрагивает темы поиска себя и «разрыва между детством и взрослой жизнью».
В 2013 году роман был признан лучшей книгой по версии British Book Awards.

## Сюжет
В начале книги главный герой возвращается в свой родной город на похороны. Он приходит в дом, где рос вместе с сестрой, и вспоминает о девочке по имени Летти Хэмпсток, которая говорила, что пруд сзади её дома — это океан. Он останавливается у дома, где она жила с мамой и бабушкой, случайно встречает её родственницу и начинает вспоминать забытые события из прошлого.
Основное повествование начинается с того, что рассказчик вспоминает, как их жилец украл машину отца и покончил с собой на заднем сиденье из-за того, что проиграл деньги своего друга. Эта смерть впускает в наш мир сверхъестественное существо, которое оставляет людям монетки в неожиданных местах.
Однажды мальчик просыпается от удушья: монетка застряла у него в горле. Он просит помощи у соседской девочки Летти. Она соглашается помочь ему и говорит, что им нужно отправиться в путешествие, чтобы найти и победить злой дух. Она велит ему не отпускать её руку, но испугавшись во время разговора с существом, герой нарушает запрет. В этот момент что-то впивается в его ногу. Вернувшись домой, он вытаскивает из пятки что-то похожее на червяка, но какая-то его часть остается внутри. На следующий день мама говорит ему, что у неё новая работа и за ним с сестрой будет присматривать женщина по имени Урсула Монктон. Рассказчику она сразу не нравится, и позже он понимает, что она на самом деле тот червяк, которого он вытащил из ноги. Она использовала его, чтобы выбраться из другого мира, и сейчас живёт в их доме. Урсула быстро втирается в доверие к семье, она завоевывает его сестру и соблазняет отца. Мальчик отдаляется от семьи, а отец чуть не топит его в ванной на глазах у Урсулы.
Практически всё время рассказчик запирается в комнате, чтобы не видеть Урсулу. Однажды ночью ему удаётся сбежать. Он с трудом добирается до фермы Хэмпстоков, где ему помогают и лечат червоточину, оставленную Урсулой. Летти и рассказчик говорят с Урсулой, но она отказывается спокойно уйти в более безопасный мир. Она не желает верить, что есть что-то, способное навредить ей, однако на неё нападают и съедают «голодные птицы», которые выполняют функцию чистильщиков. Они говорят, что им нужно съесть сердце мальчика, так как в нём есть частичка Урсулы. Хэмпстоки спасают его и приводят в свой дом через океан, который Летти приносит к нему в ведре.
Семья Хэмпстоков обещает рассказчику, что он будет в безопасности, но птицы начинают разрушать его мир. Рассказчик, не выдерживая этого, пытается пожертвовать собой, но между ним и птицами встает Летти. Её бабушка угрожает им полным уничтожением, если они не уйдут. Птицы подчиняются. Летти после их атаки находится на грани жизни и смерти. Хэмпстоки опускают её тело в океан за их домом, где, как они говорят, она будет отдыхать, пока не будет готова снова вернуться в наш мир. После этого память рассказчика обо всех произошедших событиях стирается. Он не помнит, что Летти была при смерти, а считает, что она уехала в Австралию.
История снова возвращается в настоящее. Рассказчик перестает вспоминать. Он удивляется, когда мама и бабушка Хэмпстоки говорят ему, что он приезжает сюда не в первый раз — он навещал их по крайней мере дважды. Намекается, что голодные птицы все-таки съели его сердце, но жертва Летти спасла его, и его сердце с того момента постепенно восстанавливалось. Каждый его приезд на ферму происходил из-за того, что Летти, пока спит и восстанавливается, хочет проверить, как у него дела. Потом рассказчик снова забывает все события и просит передать привет Летти, когда она позвонит им из Австралии.

## Создание романа
Нил Гейман заявил, что члены семьи Хэмпсток появляются и в других романах, например «Звездная Пыль» и «История с Кладбищем». Он писал данный роман для своей жены Аманды Палмер и включил в него элементы, которые могли бы ей понравиться, так как она «не очень любит фэнтези». Изначально он задумывал написать повесть, а не роман. Некоторые элементы сюжета позаимствованы из детства автора: так, кража машины у отца главного героя имеет реальные основания — вор угнал у отца писателя машину и совершил в ней самоубийство.

## Отзывы
Критики положительно оценили книгу. В газете «Нью-Йорк Таймс» книге дали высокую оценку, подчеркнули то, что книга нравится людям разного возраста. Газета «USA Today» отметила, что тема романа близка с его повестью «Коралина» и фильмом «Зеркальная маска»: в них говорится, что враг ближе, чем ты думаешь, из-за чего монстры кажутся ещё более зловещими.